# Манн-Борджезе, Элизабет Вероника
Элизабет Вероника Манн-Борджезе (нем. , итал. и англ. Elizabeth Veronika Mann Borgese; 24 апреля 1918[…], Мюнхен — 8 февраля 2002[…], Санкт-Мориц, Граубюнден) — немецко-канадская писательница, политолог, эколог, эксперт в области морского права.

## Биография
Родилась в семье немецкого писателя Томаса Манна и его жены Кати Манн. Элизабет родилась в Германии, но после прихода к власти Национал-социалистической партии из-за еврейского происхождения матери перебралась сначала в Швейцарию, а затем в США.
В 1939 году вышла замуж за писателя и журналиста Джузеппе Антонио Борджезе (1882—1952).
В 1940-е годы занималась созданием проекта мировой конституции. С 1960-х годов работала в области морского права, в частности выступила одним из организаторов первой конференции Pacem in Maribus (1970, Мальта) и Международного института океана (основан в 1972 году), а также принимала участие в разработке Конвенции по морскому праву.
В 1970 году первой из женщин стала членом Римского клуба.
В конце 1970-х годов переехала в Канаду, где преподавала в Университете Дэлхаузи. Написала несколько книг о проблемах мирового океана, в том числе «Драма океана» (1975).
Снялась в 2001 году в документальной части фильма "Семья Манн — Столетний роман". 
Скончалась в 2002 году в Швейцарии.

## Награды
- Член ордена Канады (1988)
- Медаль Кэрда (1999)
- награды от правительств разных стран, Организации Объединённых Наций и Международного Союза Охраны Природы